# مایلیس رپس
مایلیس رپس (استونیایی: Mailis Reps؛ زادهٔ ۱۳ ژانویهٔ ۱۹۷۵) سیاست‌مدار اهل استونی است.

## سمت‌ها
- وزیر آموزش و تحقیقات (نوامبر ۲۰۱۶-نوامبر ۲۰۲۰)
- وزیر آموزش و تحقیقات (۲۰۰۵–۲۰۰۷)[۳]
- وزیر آموزش (۲۰۰۲–۲۰۰۳)[۳]